# فرانشيسكو سنيوري
فرانشيسكو سنيوري (بالإيطالية: Francesco Signori)‏ (26 أكتوبر 1988 بميلانو في إيطاليا - ) هو لاعب كرة قدم إيطالي في مركز الوسط. شارك مع منتخب إيطاليا تحت 21 سنة لكرة القدم. أما مع النوادي، فقد لعب مع نادي سامبدوريا ونادي فيتشينزا ونادي مودينا ونادي نوفارا وASD Città di Foligno 1928 ‏ ونادي مونتيكياري.

## روابط خارجية
- فرانشيسكو سنيوري على موقع قاعدة بيانات كرة القدم.إي يو (الإنجليزية)
- فرانشيسكو سنيوري على موقع Soccerway.com (الإنجليزية)
- فرانشيسكو سنيوري على موقع عالم كرة القدم.نت (الإنجليزية)